# Barbara Cason
Barbara Cason (ur. 15 listopada 1928 w Memphis, zm. 18 czerwca 1990 w Los Angeles) – amerykańska aktorka charakterystyczna. Swoją karierę rozpoczęła występami w teatrze i lokalnej telewizji w Memphis.
W 1967 roku przeniosła się do Nowego Jorku, gdzie była aktywną aktorką teatru Broadway. W 1970 roku została żoną Dennisa Patricka.
Zmarła po ataku serca.